# 基拉爾尼 (佛羅里達州)
基拉爾尼（英語：Killarney）是位於美國佛羅里達州橙縣的一個非建制地區。該地的面積和人口皆未知。

## 地理
基拉爾尼的座標為28°32′50″N 81°30′01″W / 28.54722°N 81.50028°W，而該地的平均海拔高度為40米（即131英尺）。